# مورا لونش
مورا لونش (بالإنجليزية: Maura Lynch)‏ هي راهبة أيرلندية، ولدت في 10 سبتمبر 1938 في Youghal ‏ في جمهورية أيرلندا، وتوفيت في 9 ديسمبر 2017 في Kampala, Uganda ‏.